# Joseph Wragg
Joseph Wragg (* 1698 in London; † 1751 in Charles Town, Carolina) war ein englischstämmiger amerikanischer Kaufmann, Sklavenhändler und Politiker in Charles Town (heute Charleston) in der britischen Kolonie Carolina (heute South Carolina). Er war von 1717 bis 1744 der größte Sklavenhändler in Charles Town und damit auch in Nordamerika, und importierte mehrere tausend Sklaven.
Er und sein Bruder Samuel Wragg waren ursprünglich Kaufleute aus London, bevor sie nach Charles Town in der Neuen Welt emigrierten. Beide Brüder waren Mitglieder des Exekutivrats, nachdem die Krone Carolina von den Lords Proprietors gekauft hatte. Sein Bruder wurde 1718 als Geisel des Piraten Blackbeard genommen und verhandelte mit der Republik der Piraten im Auftrag des Gouverneurs.
Er war mit Judith DuBose verheiratet; ihre Eltern waren französische Hugenotten, und ihr Vater war ein großer Plantagenbesitzer in Carolina. Seine Tochter Elizabeth Wragg war mit Peter Manigault verheiratet, dem reichsten Mann in den britischen nordamerikanischen Kolonien.